# Lettering

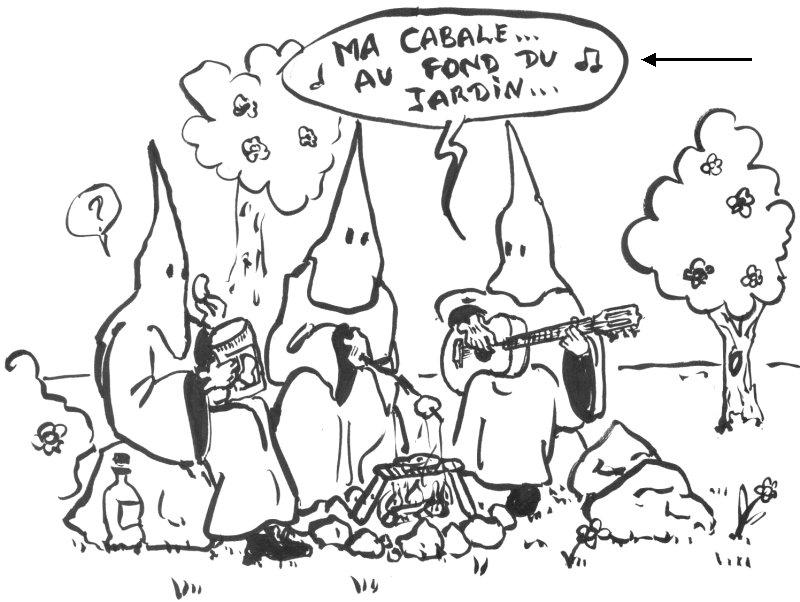
Una vignetta con esempi di lettering

Il lettering (in italiano anche letterizzazione) è un termine ombrello generalmente utilizzato nello studio delle forme della scrittura per indicare, a differenza della semplice scrittura manuale, un insieme di lettere disegnate. Quello che colloca il lettering in ambito differente sia dalla scrittura manuale (artistica o utilitaria che sia) che dalla tipografia o dal disegno di caratteri tipografici, è l’attenzione riservata individualmente alle singole lettere e al loro ruolo nell’ambito di una composizione.

## Descrizione
Il lettering include i caratteri utilizzati per progetti realizzati in cianografia (un disegno tecnico creato utilizzando un processo di stampa a contatto su fogli sensibili alla luce) e fumetti, nonché caratteri decorativi per la grafica personalizzata. Ad esempio su manifesti, per una carta intestata o un marchio aziendale, scritte in pietra, scritte per annunci pubblicitari, scritte su pneumatici, fileteado, graffiti, o su lavagne.
Le lettere possono essere disegnate, incise, applicate utilizzando stencil, o utilizzando un supporto digitale con un programma vettoriale come Adobe Illustrator o Inkscape. Le lettere che non sono state create utilizzando strumenti digitali sono comunemente chiamate hand-written (scritte a mano).
In passato, quasi tutte le scritte decorative diverse da quelle su carta venivano create come scritte personalizzate o dipinte a mano. L'uso di font è aumentato grazie a nuovi metodi di stampa, fotocomposizione e composizione digitale, che consentono di stampare i caratteri in qualsiasi dimensione desiderata. Il lettering è stato particolarmente importante nell'arte islamica, a causa della pratica islamica di evitare raffigurazioni di esseri senzienti in generale e di Maometto in particolare, e invece di utilizzare rappresentazioni sotto forma di calligrafia islamica, compreso lo hilyes, o forme d'arte basate su descrizioni scritte di Maometto.
C'è stato poi un afflusso di aspiranti artisti che tentano di scrivere a mano con supporti digitali. Alcuni stili popolari sono sans serif, serif, corsivo/script, vintage, calligrafia blackletter (o "gothic"), graffiti e lettering creativo.

## Forme d'arte
La calligrafia si basa sulla scrittura a mano; è essenzialmente "scrivere lettere". Il lettering, invece, si basa sul disegno, cioè sul "disegno di lettere".

Joseph Alessio
Il lettering può essere confuso con termini simili, come calligrafia o tipografia.
La calligrafia è conosciuta come un processo più rigido, che richiede l'apprendimento delle forme formali delle lettere e spesso combinando spesse pennellate con sottili ascendenti. Questo stile di scrittura è generalmente creato con pennini e inchiostri. Alcuni calligrafi e scrittori a mano affermano che la calligrafia creata con fudepen (un pennello con serbatoio di inchiostro incorporato) diventa lettering o Faux Calligraphy, ma altri credono che l'approccio utilizzato per creare le lettere sia più importante degli strumenti utilizzati per farlo.
La tipografia è definita come l'uso del carattere in un sistema ripetuto, in cui ogni istanza della stessa lettera ha lo stesso aspetto.
Parte del motivo per cui questi malintesi sono comuni è che alcuni venditori di font classificano i loro font come "scritti a mano", "illustrati" o "calligrafici". Tali caratteri possono iniziare con un alfabeto scritto a mano che viene poi digitalizzato e trasformato in un sistema ripetibile. Questo li identifica come tipografia e non lettering.
Hand Lettering for Beginners definisce i tre termini come segue: il lettering è l'arte di disegnare lettere, la calligrafia è l'arte di scrivere lettere e la tipografia è l'arte di usare le lettere.

## Graffiti e writing
Un campo in cui il lettering assume sin dagli esordi un’importanza centrale è quello del graffitismo o writing, ambito nel quale la lettera assume un carattere marcatamente espressivo ed illustrativo, spesso arricchita da elementi come frecce o punte e che in alcuni casi (il cosiddetto wild style) può arrivare a forme intricate di non facile lettura. 

Nel writing il lettering è alla base di ogni scritta sia che si parli di un graffito vero e proprio sia che si tratti semplicemente di una tag, ovviamente se il graffito in questione è una scritta. Anche altri elementi decorativi possono entrare a far parte del lettering. Uno degli obiettivi del graffiti writer è in genere proprio la creazione di un lettering personalizzato e spesso sofisticato. Per un approfondimento teorico, si rimanda al libro Teoria del Writing. La ricerca dello stile., scritto da Alessandro Ferri, in arte Dado, famoso per lo stile del suo Lettering, fatto di nastri distorti e soggetti a torsione.

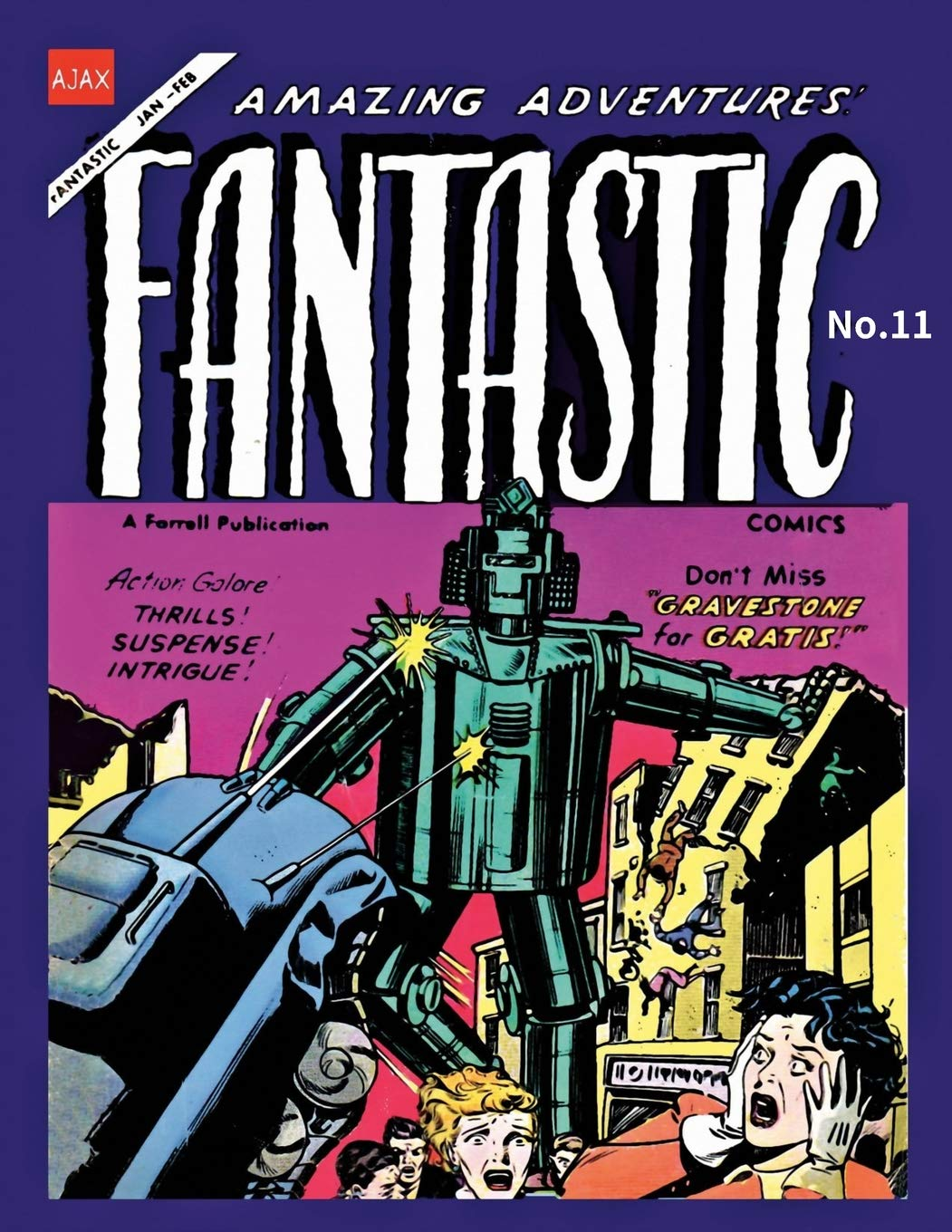
Esempio di lettering utilizzato per il titolo del fumetto

In ambito fumettistico il termine ha significato specifico ed indica l’operazione di scrittura dei testi contenuti nelle nuvolette e nelle didascalie. Nel caso specifico delle onomatopee, queste sono spesso elaborate in modo maggiormente stilizzato e graficamente di impatto.

### Curiosità[17][18]
- Il letterer (o letterista, tuttavia di significato assai più esteso) è la figura professionale responsabile della creazione del lettering, degli effetti sonori e dei titoli su un fumetto, e lo fa mentre completa stilisticamente l'opera, in modo che il lettore non sia mai confuso sull'ordine di lettura su una pagina.
- Originariamente, il lettering dei fumetti era realizzato con inchiostro e penna (di solito una penna Hunt Crowquill o una Rapidograph) direttamente sull'illustrazione originale. Dagli anni '90, quasi tutto il lettering dei fumetti è digitale, ma molti letteristi continuano a scrivere a mano.
- I migliori letteristi sono graphic designer.
- Lo stile tutto maiuscolo del dialogo a fumetti è iniziato nelle prime strisce a fumetti pubblicate per contrastare la scarsa qualità di stampa dell'epoca. Usare tutte le lettere maiuscole era più facile da leggere, anche se la macchina da stampa era scadente. La tendenza è rimasta, ed è ormai una tradizione anche se le macchine da stampa sono notevolmente migliorate.
- Il letterista digitale professionale medio può creare un fumetto finito di 20 o 22 pagine in un giorno. I letteristi più veloci possono farlo in 4-6 ore.
- I letteristi sono di solito l'ultima persona del team creativo a lavorare su un fumetto. La pubblicazione deve essere scritta, disegnata a matita, inchiostrata e talvolta colorata prima che il letterista ottenga il permesso di iniziare ad aggiungere il lettering. A volte il colorista e il letterista lavorano contemporaneamente.
- La maggior parte dei letteristi sono autodidatti o vengono formati sul posto di lavoro, all'interno di una casa editrice. Ci sono alcuni corsi universitari che si concentrano sul lettering, ma la maggior parte dei letteristi è autodidatta.
- I letteristi professionisti dei fumetti non usano Comic Sans. A volte il lettering è creato da zero.
- La maggior parte dei letteristi sono liberi professionisti, che lavorano nel loro studio a casa.
- Mentre il lettering dei fumetti è generalmente tutto maiuscolo, la lettera "I" ha due varianti. La lettera I con "barre trasversali" in alto e in basso viene utilizzata solo per il pronome di persona, "I" (ad esempio "I had breakfast"). L'altra versione di "I" è una semplice linea retta e viene utilizzata per tutte le altre istanze.
- I letteristi hanno un intero lessico di termini unici per gli elementi del lettering. Ad esempio, uno "squink" è la piccola esplosione alla fine di una coda di una nuvoletta quando una persona sta parlando all'interno di un edificio o di un veicolo.
- I "segni di respiro" (breath marks) sono tre trattini prima e dopo una parola che viene detta con un sussulto. Solitamente seguono lo stile del lettering dove sono inseriti.
- Le "roach chew" sono piccole linee irregolari all'interno di un titolo o di un effetto sonoro che fa sembrare il lettering consumato.